# Lyssomanes tapuiramae
Lyssomanes tapuiramae là một loài nhện trong họ Salticidae.
Loài này thuộc chi Lyssomanes. Lyssomanes tapuiramae được María Elena Galiano miêu tả năm 1980.